# Joel Smoller
Joel Alan Smoller (* 2. Januar 1936 in New York City; † 27. September 2017) war ein US-amerikanischer Mathematiker, der sich mit partiellen Differentialgleichungen beschäftigte.

## Leben und Wirken
Smoller studierte am Brooklyn College und promovierte 1963 an der Purdue University über Funktionalanalysis. Danach war er an der University of Michigan, wo er 1969 eine volle Professur erhielt und ab 1998 auf dem Lamberto Cesari Chair of Mathematics war. 1996 erhielt er den Excellence of Research Award der University of Michigan. 2003 war er Rothschild Professor an der University of Cambridge.
Smoller befasste sich mit der mathematischen Behandlung von Reaktions-Diffusionsgleichungen, den Navier-Stokes-Gleichungen, Bifurkationstheorie, Verallgemeinerungen des Conley Index und Stoßwellen in der Allgemeinen Relativitätstheorie (teilweise mit seinem Studenten Blake Temple). Hier fand er mit Temple die ersten exakten Lösungen (für die Einstein-Feldgleichungen bei idealen Flüssigkeiten). Weiter arbeitete er auch über andere Gleichungen der mathematischen Physik im Rahmen der Allgemeinen Relativitätstheorie (wie Diracgleichung und Wellengleichung in der Kerr-Newman-Metrik rotierender schwarzer Löcher und Einstein-Yang-Mills-Gleichungen). Nach eigenen Worten in der Reaktion auf die Verleihung des Birkhoff-Preises interessiert ihn vor allem das Beschreiten mathematischen Neulands bei der Behandlung spezieller physikalischer Probleme.
1980/81 war er Guggenheim Fellow. 2005 bis 2008 war er Senior Humboldt Fellow.
2009 erhielt er den Birkhoff-Preis für Angewandte Mathematik der American Mathematical Society und SIAM. Er war Fellow der American Mathematical Society.
Smoller lebte mit seiner Familie in Ann Arbor. Er starb 2017 nach langer Krankheit.

## Schriften
- Shock waves and reaction-diffusion equations, Springer 1983, Grundlehren der mathematischen Wissenschaften
- mit Blake Temple, Jeffrey Groah: Shock wave interactions in General Relativity, Springer 2007
- mit Felix Finster, Niky Kamran, Shing-Tung Yau: Linear waves in the Kerr geometry: a mathematical voyage to black hole physics, Bulletin AMS, Band 46, 2009, S. 635–659, Online